# 尼亚木·扎格瓦拉尔
尼亚木·扎格瓦拉尔（1919年—1987年9月19日）蒙古族，蒙古国东戈壁省人，蒙古政治家、经济学家。

## 生平
1938年，扎格瓦拉尔毕业于莫斯科东方劳动者共产主义大学。1938年至1939年，担任高等学校教师。1939年，加入蒙古人民革命党。1939年至1940年，在党的高级干部学校任教。1940年至1945年，在莫斯科东方研究所学习，并于1945年成为第一位获得经济学副博士的蒙古公民。1945年至1946年，任蒙古人民共和国国家计委副主席、主席。1946年到1953年，任科学委员会副主席，并在1953年至1957年任科学委员会主席。1957年获得经济学博士。1957年至1961年，担任农业部部长。1961年当选为蒙古科学院院士。自1957年起，担任蒙古人民共和国部长会议副主席。1954年，当选为蒙古人民革命党中央委员会委员，自1963年起，担任蒙古人民革命党中央委员会书记。1957年起，担任蒙古人民革命党中央委员会政治局候补委员，自1960年起成为蒙古人民革命党中央委员会政治局委员。1954年，扎格瓦拉尔任大人民呼拉尔成员。他著有有关蒙古人民共和国农业社会主义改造的书籍。
1984年8月23日至12月12日，大人民呼拉爾主席團副主席扎格瓦拉尔曾短暂代理大人民呼拉爾主席團主席。1987年9月19日，大人民呼拉爾主席團副主席扎格瓦拉尔逝世。